# Wenunuc (Sabuli)
Wenunuc (Benunuc, Benunuk) ist ein Ortsteil des osttimoresischen Ortes Metinaro im Verwaltungsamt Metinaro (Gemeinde Dili).

## Geographie
Wenunuc liegt nördlich des Zentrums von Metinaro im Suco Sabuli. Südlich befindet sich der Ortsteil Manuleu, westlich der Ortsteil Kabura und östlich im Suco Wenunuc der Ortsteil Priramatan. Nach Norden in Richtung der Küste der Straße von Wetar liegt Brachland. Die etwa einen halben Kilometer entfernte Küste ist von Mangrovenwald bedeckt. Administrativ gehört Wenunuc zur Aldeia Acadiru Laran.